# Menophra regulata
Menophra regulata är en fjärilsart som beskrevs av W. Warren 1902. Menophra regulata ingår i släktet Menophra och familjen mätare. Inga underarter finns listade i Catalogue of Life.